# Руфф, Алида
Алида Руфф (фр. Alida Rouffe; 20 марта 1874, Бордо, Франция — 21 ноября 1949, Марсель, Франция) — французская актриса. 

## Биография
Жозефина Мари Руфф родилась 20 марта 1874 года в Бордо. Её отец, Луи Руфф (1849—1885), был известным мимом.
Она провела большую часть своей карьеры на сцене на юге Франции, также, как и её отец, она выступала в театре «Алькасар». Позже она снялась во многих фильмах, в том числе режиссёра Марселя Паньоля.
Алида Руфф умерла 21 ноября 1949 года в Марселе.

## Фильмография
- 1931 — Мариус (реж. Александр Корда) — Онори Кабани
- 1931 — Мадемуазель Нитуш (реж. Марк Аллегре) — игуменья
- 1932 — Тойне (реж. Рене Гаво)
- 1932 — Фанни (реж. Марк Аллегре) — Онори Кабани
- 1932 — Солнце Парижа (реж. Жан Эмар) — тётя Мария
- 1935 — Сигара (реж. Марсель Паньоль) — Сидони
- 1936 — Топаз (реж. Марсель Паньоль) — баронесса Питар-Вергнольская
- 1936 — Сезар (реж. Марсель Паньоль) — Онори Кабани
- 1937 — Полуночный певец (реж. Лео Жоаннон) — Марселин
- 1938 — Шпунц (реж. Марсель Паньоль) — продовольственный клиент
- 1938 — Жена пекаря (реж. Марсель Паньоль)
- 1938 — The Club fadas (реж. Эмиль Кузине)
- 1939 — Рай воров (реж. Люсьен Марзуде) — тётя Флави
- 1945 — Страж (реж. Жан Маргена)